# Сехенд
Сехенд (перс. سهند, азерб. Səhənd) — вулканічний масив на північному заході Ірану.
Найвища точка — гора Херемдаг (3707 м). Масив складний андезитовими і базальтовими лавами, туфами і вулканічним попелом. Схили розчленовані гірськими ущелинами (барранкосами) глибиною до 300 м. Вершини вкриті снігом. За історичний час виверження невідомі.